# Liberale Partei (Japan, 2016–2019)
Die Liberale Partei (jap. 自由党, Jiyū-tō, engl. Liberal Party, LP) war eine politische Partei in Japan. Zu den Zielen der Partei gehörten der Atomausstieg, die Stärkung des inländischen Konsums und Reformen zur Dezentralisierung. Sie lehnte weitere Mehrwertsteuererhöhungen und die Teilnahme Japans am transpazifischen Freihandelsabkommen TPP ab, wie sie die Demokratische Partei und Liberaldemokratische Partei in der Regierung ausgehandelt haben.
Am 26. April 2019 beschloss die Partei die Fusion in die Demokratische Volkspartei, mit der sie bereits einige Monate zuvor Fraktionsgemeinschaften in beiden Kammern des Nationalparlaments eingegangen war.

## Geschichte
Sie entstand als Seikatsu no Tō (生活の党, dt. etwa „Partei des Lebens“, wobei seikatsu das Alltagsleben bezeichnet, gegebenenfalls auch mit wirtschaftlicher Konnotation; engl. The People's Life Party) im Dezember 2012, als sich die Zukunftspartei (engl. Tomorrow Party, TPJ) nach der für sie verheerenden Unterhauswahl 2012 wieder spaltete. Die Mehrheit der verbliebenen Mitglieder der, vor allem die Anhänger Ichirō Ozawas, die bis November 2012 der Kokumin no Seikatsu ga Daiichi (engl. People's Life First) angehört hatten, sammelten sich in der Seikatsu no Tō – technisch war diese keine Neugründung, sondern eine Umbenennung: die Seikatsu no Tō behielt den Parteienstatus, die -finanzierung etc. der Zukunftspartei. Sie bestand anfangs aus 15 nationalen Abgeordneten, sieben im Unterhaus, acht im Oberhaus. Den Parteivorsitz übernahm zunächst die Oberhausabgeordnete Yūko Mori, für die die Abgeordneten der Zukunftspartei auch bei der Wahl des Premierministers am 26. Dezember 2012 abgestimmt hatten. Sie trat aber bereits im Januar 2013 zurück und wurde von Ichirō Ozawa abgelöst.
Bei den Parlamentswahlen 2013 und 2014 verzichtete die Partei auf flächendeckende Nominierungen. Bei der Oberhauswahl 2013 verlor sie alle sechs zur Wahl stehenden Abgeordneten (zwei standen nicht zur Wahl). Bei der Unterhauswahl 2014 kooperierte sie bei der Nominierung 2014 teilweise wieder implizit mit der Demokratischen Partei und ihren Oppositionsverbündeten, als Ozawa (「生き残れるような道を選びなさい。」, etwa: „Bitte wählt den Weg, der Euch [die Wahl] überleben lässt.“) die Abgeordneten Katsumasa Suzuki (Tōkai) und Yasuko Komiyama (Süd-Kantō) ohne Widerstand die Partei verlassen ließ, um wieder als Demokraten zu kandidieren. Von fünf zum Wahlkampfbeginn verbliebenen Sitzen im Unterhaus konnte die Seikatsu no Tō zwei halten: In Iwate gewann Ozawa seine 16. Wahl in Folge und in Okinawa konnte Denny Tamaki als „Einheitsfront“-Kandidat der Stützpunktgegner (explizit unterstützt von KPJ, SDP, Shadaitō, Grüner Partei und ohne Gegenkandidat der bürgerlichen Opposition) gegen die Regierungskandidatin Natsumi Higa den Wahlkreis 3 gewinnen. Kurz nach der Unterhauswahl trat im Dezember 2014 der Oberhausabgeordnete Tarō Yamamoto der Partei bei und nahm den Namen Seikatsu no tō to Yamamoto Tarō to nakamatachi (生活の党と山本太郎となかまたち, dt. etwa „Partei des Lebens und Tarō Yamamoto und Freunde“; engl. The People's Life Party & Taro Yamamoto and Friends), oft mit ihrem ursprünglichen Namen weiter nur als Seikatsu no Tō bezeichnet. Seit Januar 2015 teilen sich Ozawa und Yamamoto den Vorsitz.
Bei der Oberhauswahl 2016 gewann die Seikatsu no Tō nominell nur einen Verhältniswahlsitz, auch wenn Yūko Mori nun als „unabhängige“ Oppositionskandidatin wieder einen Sitz in Niigata gewann. Außerdem schloss sich der siegreiche „unabhängige“ Oppositionskandidat in Iwate, Ozawas langjähriger Sekretär Eiji Kidoguchi, der Partei an. Anschließend bildete die Seikatsu no Tō mit der Sozialdemokratischen Partei die gemeinsame Oberhausfraktion Kibō no Kai (Seikatsu/Shamin) (「希望の会（生活・社民), etwa „Versammlung der Hoffnung (Seikatsu/SDP)“, engl. Hope Coalition (Kibou).
Im Oktober 2016 nahm die Partei ihren heutigen Namen an. Name und Logo knüpfen an Ozawas frühere Liberale Partei an.
Die De-facto-Spaltung der Demokratischen Fortschrittspartei vor der Unterhauswahl 2017 erfasste auch die geplanten Kandidaten der Liberalen, die sich mit Ausnahme der beiden Amtsinhaber der Kibō no Tō oder der Konstitutionell-Demokratischen Partei (KDP) anschlossen. Die Liberale Partei nominierte daraufhin für die Wahl formal keine Kandidaten; aber ihre beiden Abgeordneten Ozawa und Tamaki blieben in der Partei und wurden auch ohne Parteinominierung wiedergewählt.
Generalsekretär Tamaki trat im September 2018 aus der Partei aus und kandidierte erfolgreich bei der Gouverneurswahl in Okinawa. Gouverneur Takeshi Onaga war im August des Jahres verstorben und hatte kurz vor seinem Tod u. a. Tamaki als Wunschkandidaten für seine Nachfolge genannt. Das Amt des Generalsekretärs übernahm anschließend die Oberhausabgeordnete Yūko Mori; zudem trat der bisherige KDP-Unterhausabgeordnete Yūta Hiyoshi der Liberalen Partei bei, sodass diese ihre Fraktion im Unterhaus aufrechterhalten konnte. Im Januar 2019 einigte sich die Liberale Partei mit der Demokratischen Volkspartei (DVP) auf die Bildung einer gemeinsamen Fraktion jeweils im Unter- und Oberhaus. Ozawa hatte zunächst zur vollständigen Vereinigung der Oppositionsparteien einen Zusammenschluss mit der KDP geplant, was diese jedoch ablehnte.

## Abgeordnete

### Nationalparlament
(Stand: April 2019)
- im Unterhaus als Teil der Gemeinschaftsfraktion Kokumin Minshutō/Mushozoku Club („Demokratische Volkspartei/Unabhängiger Klub“)
  - Ichirō Ozawa (Präfektur Iwate 3, 17. Amtszeit; vor Parteigründung: LDP→Shinsei→Shinshin→LP→DPJ→Seikatsu→Mirai)
  - Yūta Hiyoshi (Verhältniswahl Tōkai, 1. Amtszeit; vorher Mirai→Seikatsu→LP→KDP)
  - Tomohiro Yara (Präfektur Okinawa 3, 1. Amtszeit; gewählt bei Nachwahl am 21. April 2019)
- im Oberhaus als Teil der Gemeinschaftsfraktion Kokumin Minshutō/Shinryokufūkai („Demokratische Volkspartei/Neues Ryokufūkai“)
  - Klasse von 2016 (bis 2022)
    - Yūko Mori (Präfektur Niigata, 3. Amtszeit; vorher LP→DPJ→Seikatsu→Mirai) [Mori kandidierte 2016 ohne Parteinominierung als „unabhängige“ Einheitskandidatin der Oppositionsparteien, war zum Zeitpunkt der Wahl aber Mitglied der Seikatsu no Tō.[14] Sie blieb nach der Wahl zunächst fraktionslos, trat aber im November 2016 der LP-SDP-Fraktion Kibō no kai bei.][15]
    - Ai Aoki (Nationale Verhältniswahl, 2. Amtszeit, außerdem drei im Unterhaus; vorher LP→DPJ→Seikatsu→Mirai)
    - Eiji Kidoguchi (Präfektur Iwate, 1. Amtszeit; vorher LP→DPJ→parteilos)

  - Klasse von 2013 (bis 2019)
    - Tarō Yamamoto (Präfektur Tokio, 1. Amtszeit; vor Beitritt parteilos bzw. für seine Minipartei Shintō hitori hitori)

### Subnational
2015 bildeten nach der Präfekturparlamentswahl in Ozawas Heimat (und Seikatsu-Hochburg) Iwate die sechs Seikatsu-Abgeordneten wieder eine gemeinsame Fraktion mit fünf Demokraten und mehreren Parteilosen und blieben zusammen trotz Wahlverlusten stärker als die LDP.